# Lijst van ministers van Toerisme van Aruba
Lijst van ministers van Toerisme van Aruba, soms in combinatie met andere portefeuilles, vanaf 1986.
| Kabinet        | Periode              | Minister                              | Partij     | Bijzonderheden                                               |
| -------------- | -------------------- | ------------------------------------- | ---------- | ------------------------------------------------------------ |
| Wever-Croes II | september 2021-heden | Danguillaume Oduber                   | MEP        | Minister van Toerisme en Volksgezondheid                     |
| Wever-Croes I  | 2017-2021            | Danguillaume Oduber                   | MEP        | Minister van Toerisme, Volksgezondheid en Sport              |
| Mike Eman II   | 2016-2017            | Mike de Meza (vanaf 3 november 2016)  | AVP        | Minister van Toerisme, Transport, Primaire sector en Cultuur |
| Mike Eman II   | 2013-2016            | Otmar Oduber (tot 3 november 2016)    | AVP        | Minister van Toerisme, Transport, Primaire sector en Cultuur |
| Mike Eman I    | 2009-2013            | Otmar Oduber                          | AVP        | Minister van Toerisme, Transport en Arbeid                   |
| Oduber IV      | 2005-2009            | Eddy Briesen                          | MEP        | Minister van Toerisme en Transport                           |
| Oduber III     | 2001-2005            | Eddy Briesen                          | MEP        | Minister van Toerisme en Transport                           |
| Henny Eman III | 1998-2001            | Lily Beke-Martinez                    | OLA        | Minister van Economische Zaken en Toerisme                   |
| Henny Eman II  | 1994-1998            | Tico Croes                            | AVP        | Minister van Economische Zaken en Toerisme                   |
| Oduber II      | 1993-1994            | Eddy Briesen                          | MEP        | Minister van Economische Zaken en Toerisme                   |
| Oduber I       | 1989-1993            | Eddy Briesen (vanaf 15 augustus 1989) | MEP        | Minister van Economische Zaken en Toerisme                   |
| Oduber I       | 1989                 | Daniel Leo (overleed 19 juli 1989)    | MEP        | Minister van Economische Zaken en Toerisme                   |
| Henny Eman I   | 1986-1989            | Don Mansur (vanaf september 1986)     | partijloos | Minister van Economische Zaken en Toerisme                   |
| Henny Eman I   | 1986                 | Lenny Berlinski (tot juli 1986)       | PDA        | Minister van Economische Zaken en Toerisme                   |